# سيمون فراتسيان
سيمون فراتسيان (بالأرمنية: Սիմոն Վրացեան)‏؛ 1882-21 مايو 1969 كان آخر رئيس وزراء لجمهورية أرمينيا الأولى. كما ترأس لجنة إنقاذ الوطن بعد انتفاضة فبراير لمدة 40 يومًا في عام 1921.

## سيرته
بعد تعليمه في المدارس الأرمنية والروسية، انضم إلى حزب الطاشناق. تلقى مزيدًا من التعليم في معهد جيفورجيان في اشميادزين من عام 1900 إلى عام 1906. عاد فراتسيان إلى «ناخيتشيفان أون دون» كعامل في حزب الطاشناق وشارك في المؤتمر العام الرابع لـ الاتحاد الثوري الأرمني في فيينا عام 1907؛ حيث أيد تبني الاشتراكية.
في عام 1908 سافر إلى سانت بطرسبرغ لدراسة القانون والتعليم. وسافر إلى الولايات المتحدة في عام 1911 حيث قام بتحرير صحيفة Hairenik .
في عام 1914، شق طريقه إلى المؤتمر العام الثامن لدشناكتسوتيون في الإمبراطورية العثمانية . تم انتخابه في مكتب الحزب واختلط بقادة تركيا الفتاة. في أغسطس 1914، سُجن كجاسوس روسي لكنه هرب إلى منطقة القوقاز، حيث انخرط مع وحدات المتطوعين الأرمينية التي قاتلت مع الجيش الروسي. بعد حل الوحدات، حضر مؤتمر موسكو الحكومي، المؤتمر الوطني الأرمني، وانتخب عضوا في المجلس الوطني. طلب منه هوفانيس كاتشزنوني مرافقته في جولته في أوروبا وأمريكا عام 1919، لكن البريطانيين رفضوا الحصول على تأشيرة لأنهم رأوه اشتراكيًا راديكاليًا. في نفس العام تم تعيينه في وزارة العمل والزراعة والمناصب الحكومية في حكومة الكسندر خاتيسيان. انتقلت مناصبه إلى حكومة حمو أوهنجانيان؛ كما تولى مسؤوليات الإعلام والدعاية. بعد استقالة الحكومة وفشل هوفانيس كاتشزنوني في تشكيل ائتلاف، قبل فراتسيان منصب رئيس الوزراء في 23 نوفمبر 1920.
في 2 ديسمبر سلم أرمينيا إلى البلاشفة. بعد ذلك، اختبأ، وبرز لاحقًا كرئيس للجنة إنقاذ الوطن. كما كان رئيسًا لجمهورية أرمينيا التي لم تدم طويلًا بعد ثورة ضد البلاشفة في فبراير 1921. ومع ذلك، استمرت هذه الجمهورية الثانية حوالي 40 يومًا فقط؛ ثم هرب إلى بلاد فارس مع حراسه ومعاونيه، تاركًا زوجته وطفله مع عامل الإغاثة الأمريكي في الشرق الأدنى الدكتور كلارنس أوشر. كما ناشد أوروبا وتركيا لتقديم المساعدة ضد البلاشفة. ثم سافر فراتسيان عبر أوروبا ، واستقر في باريس لتحرير Droshak من عام 1923 إلى عام 1925. في عام 1945 قدم التماسًا إلى الجمعية العامة للأمم المتحدة في سان فرانسيسكو يطالب بإعادة أرمينيا الويلسونية التي تحتفظ بها تركيا إلى أرمينيا.
خلال حياته قام بتحرير العديد من الدوريات والصحف الأرمنية البائدة ، بما في ذلك Harach و Horizon .